# Trond Bjerknæs
Trond Bjerknæs (* 1958 in Oslo, Norwegen) ist ein norwegischer Filmkomponist.

## Leben
Trond Bjerknæs begann im Alter von fünf Jahren mit dem Erlernen des Pianos. Während seiner Jugend begann er zu Komponieren und nach seinem Schulabschluss lebte er fünf Jahre in den USA, wo er vier Jahre lang Komposition am renommierten Berklee College of Music studierte. Mit seiner Rückkehr in seine Geburtsstadt Oslo gründete er seine eigene Firma und begann für Reklamespots zu komponieren. Seine erste Filmkomposition wurde der 1998 von Harald Zwart inszenierte Actionthriller Commander Hamilton. Für seine beiden Kompositionen für Pelle Politibil går i vannet und El clásico wurde Bjerknæs jeweils für den Amanda nominiert, wobei er für letzteren 2016 auch ausgezeichnet wurde.

## Filmografie (Auswahl)
- 1998: Commander Hamilton (Hamilton)
- 2002: Der Kerl vom Land (Grabben i graven bredvid)
- 2002: Pelle das Polizeiauto (Pelle politibil)
- 2003: Die Tote am See (Villmark)
- 2003: Käpt’n Säbelzahn (Kaptein Sabeltann)
- 2004: Wer den Wolf fürchte (Den som frykter ulven)
- 2005: SOS – Petter ohne Netz (Venner for livet)
- 2007: Cecilie
- 2007: Hugo, das Dschungeltier – Auf und davon (Jungledyret Hugo: Fræk, flabet og fri)
- 2008: Max Manus
- 2009: Pelle Politibil går i vannet
- 2011: Headhunters (Hodejegerne)
- 2014: Operation Arktis (Operasjon Arktis)
- 2015: El clásico